# The Gods of Fate
The Gods of Fate è un film muto del 1916 diretto da Jack Pratt. Prodotto dalla Lubin Manufacturing Company, aveva come interpreti Thomas Koil, Rita Toofy, Herbert Corthell Jr. (i tre protagonisti da bambini), Arthur Housman, Rosetta Brice, Richard Buhler.

## Trama
John Miller approfitta della morte del suo amico George Estey per impossessarsi dei piani di un'invenzione dello stesso Estey, cosa che gli permette di guadagnare una fortuna. Ma poi, in preda al rimorso, adotta Jane, la bambina di George, crescendola come fosse sua figlia. La ragazza, ignara di chi sia il suo vero padre, scopre la verità alla morte di John, che lascia nel testamento la sua confessione e la clausola che suo figlio Kent, suo unico erede, potrà entrare in possesso dell'eredità solo se sposerà Jane. La giovane, però, è innamorata dell'altro figlio di Miller, Gordon, che vuole aiutarla a far valere i suoi diritti sull'invenzione del suo vero padre. Furioso, Kent cerca di uccidere sia Jane che Gordon, ma non riesce nel suo intento. La polizia lo arresta. Jane ottiene il riconoscimento dei suoi diritti e può cominciare una nuova vita con Gordon.

## Produzione
Il film fu prodotto dalla Lubin Manufacturing Company.

## Distribuzione
Distribuito dalla V-L-S-E, il film venne distribuito nelle sale statunitensi il 24 gennaio 1916.
Non si conoscono copie ancora esistenti della pellicola che viene considerata presumibilmente perduta.